# Бредфорд Паркінсон
Бре́дфорд Па́ркінсон (англ. Bradford Wells Parkinson; нар. 16 лютого 1935) — американський інженер-системотехнік і винахідник, полковник ВПС США у відставці та емерит-професор Стенфордського університету. Він найбільше відомий як провідний ідеолог, прихильник та розробник програми ВПС NAVSTAR, результатом якої стала Глобальна система позиціонування (GPS), що базувалась, зокрема, на попередніх розробках Айвана Геттінга та Роджера Істона.
Паркінсон також був науковим керівником та менеджером програми Gravity Probe B, в рамках якої проводилась перевірка гравітаційної взаємодії та яка стала першим прямим механічним тестуванням загальної теорії відносності Ейнштейна.
Він отримав численні нагороди та відзнаки за розробку GPS, внесок в інженерію та винахідництво, серед яких, зокрема, премія Чарлза Старка Дрейпера, Медаль пошани IEEE та введення до Національної зали слави винахідників. У 2019 році Бредфорд Паркінсон розділив премію королеви Єлизавети з інженерії з іще трьома іншими піонерами GPS Джеймсом Спілкером, Гуго Фройгауфом та Річардом Шварцом.

## Освіта
Бредфорд Паркінсон народився в Медісоні, штат Вісконсин, 16 лютого 1935 року, але виріс у Міннеаполісі, штат Міннесота. Він був єдиним сином Герберта Паркінсона, архітектора, випускника Массачусетського технологічного інституту.
Середню освіту Паркінсон здобував у Брекській школі в Голден-Веллі (Міннесота), тоді ще невеликій підготовчій школі для хлопчиків, яку закінчив у 1952 році. Паркінсон вважає, що саме навчання у Брекській школі вселило в нього ранню любов до математики та природничих наук, інтерес, який згодом став покликанням усього його життя.
Паркінсон навчався у Військово-морської академії США, яку успішно закінчив у 1957 році зі ступенем бакалавра інженерних наук. Під час навчання там він проявив глибокий інтерес до інженерії систем керування, яка на той час вивчалась на курсах здобуття освіти вищого рівня. На щастя, один з професорів електротехніки, де навчався Паркінсон, був офіцером ВПС, який запропонував йому розглянути можливість служби у ВПС, а не у ВМС. Паркінсон мав намір здобути ступінь доктора філософії і ВПС на той час були привабливішими для майбутньої аспірантури та післядипломної освіти.
Після служби у ВПС він пройшов навчання з обслуговування електроніки та керував великими наземними радіолокаційними установками у штаті Вашингтон. Потім, за спонсорством ВПС США, він навчався в Массачусетському технологічному інституті (MIT), опановуючи інженерію керування, інерціальну навігацію, астронавтику та електротехніку. Паркінсон працював у лабораторії Чарлза Старка Дрейпера, іменем якого названо престижну премію, якої Паркінсон згодом (2003) був удостоєний за свої заслуги. У 1961 році в Массачусетському технологічному інституті він здобув ступінь магістра наук з аеронавтики та астронавтики та був обраний до почесних товариств Тау Бета Пі та Сігма Ксі.
Після цього Паркінсон отримав направлення на роботу до Центрального випробувального центру інерціального наведення, що на авіабазі Голломан (Аламогордо, штат Нью-Мексико). Там він розробляв тести та був головним аналітиком з оцінки інерціальних систем наведення для ВПС, а також продовжував роботу над електротехнікою та системами керування. У 1964 році, після трьох років роботи в Голломані, Паркінсона було направлено на докторську програму в Стенфордському університеті, який він закінчив у 1966 році, отримавши науковий ступінь з аеронавтики та астронавтики.

## Кар'єра

### Служба у ВПС
Після закінчення Військово-морської академії Паркінсон вирішив проходити регулярну службу у ВПС, щоб, як він висловився, «з'ясувати, що таке ВПС». Він два роки прослужив головним офіцером зв'язку та електроніки на станції раннього попередження у штаті Вашингтон. Після закінчення докторату в Стенфорді його було призначено до Школи льотчиків-випробувачів ВПС США (1966–68) навчальним інструктором та керівником відділу моделювання. Він також був головним навчальним інструктором для класу астронавтів ВПС США, серед яких було багато тих, хто пізніше приєднався до НАСА та літав на космічному шатлі
Потім він протягом року навчався в Командно-штабному коледжі повітряних сил, де став випускником з відзнакою.
Далі його призначили професором і заступником завідувача кафедри астронавтики та інформатики Академії Повітряних сил. У середині першого року навчання його відрядили для допомоги в розробці абсолютно нової версії бойового літака AC-130 gunship. Зокрема, він керував остаточною розробкою інноваційної цифрової системи керування вогнем. Після успішних випробувань на авіабазі Еглін він був відправлений до Південно-Східної Азії під час війни у В'єтнамі та здійснив 26 бойових вильотів, щоб продовжити аналіз та вдосконалення системи озброєння. Під час цього відрядження він виконав понад 170 годин бойових вильотів і був нагороджений низкою військових нагород, включаючи Бронзову Зірку, медаль "За похвальну службу, дві Повітряні медалі та Почесну грамоту Президента. Після цього він повернувся до Повітряної академії на посаду завідувача кафедри астронавтики та інформатики.
У аодальшому він протягом року навчався у Військово-морському коледжі Військово-морському коледжі у Ньюпорті, який закінчив з відзнакою, а потім був ненадовго призначений головним інженером проекту вдосконаленої балістичної системи повернення в атмосферу (Advanced Ballistic Re-Entry System, ABRES) на базі ВПС у Лос-Анджелесі (LAAFB).

### Проєкт NAVSTAR
У 1973 році, частково завдяки впливу свого наставника, генерала Вільяма В. Данна, командувач, генерал-лейтенант Кеннет Шульц, призначив Паркінсона до програми ВПС під назвою «Проєкт 621B», яка зазнавала невдачі. Учасники програма намагалися отримати схвалення нової концепцію навігаційної системи на основі супутників. Суттєву технічну підтримку надавала Аерокосмічна корпорація. Паркінсон швидко набрав невелику групу висококваліфікованих офіцерів-інженерів ВПС зі ступенем магістра та доктора філософії з провідних університетів. Після початкової невдачі з отриманням схвалення у серпні 1973 року, Паркінсон скликав дистанційну зустріч у Пентагоні на День Праці 1973 року під назвою «Зустріч у порожніх залах» (англ. Lonely Halls Meeting). На цій зустрічі, на якій були присутні лише його офіцери-інженери та двоє людей з Аерокосмічної корпорації, він очолив перебудову концепції. Потім він взяв на себе головну відповідальність за представлення ВПС та вищим посадовцям Пентагону нової конфігурації. До грудня 1973 року він отримав схвалення та бюджет на демонстрацію нової ідеї наживо з використанням чотирьох супутників. Це рішення включало концепцію розташування атомних годинників на високих орбітах, яку пропагувала як Військово-морська дослідницька лабораторія, так і попередній аерокосмічний аналіз ВПС США, проведений Дж. Б. Вудфордом (J. B. Woodford) та Х. Накамурою (H. Nakamura).
Після цього Паркінсон взяв на себе повний, прямий контроль над розробкою демонстраційної системи, яка включала супутники, глобальну наземну систему керування, дев'ять типів користувацьких приймачів та масштабну програму випробувань на суші, морі та в повітрі. Він свідчив перед Конгресом і пояснив, що з самого початку існуватиме небезпека від вільної підтримки цивільних застосувань точного позиціонування. У 1978 році Паркінсон був командиром по запуску першого прототипу супутника GPS (через сорок чотири місяці після отримання дозволу). Пізніше того ж року програма випробувань підтвердила всі раніше зроблені заяви Паркінсона. Після цього Паркінсону запропонували посаду помічника міністра оборони по ВПС. Паркінсон натомість вирішив піти у відставку з ВПС.
Протягом своєї 26-річної військової кар'єри Паркінсон прослужив двадцять один рік у Повітряних силах, з 1957 по 1978 рік, п'ять років у ВМС, та вийшов у відставку в званні полковника.

### Цивільна кар'єра
Після виходу у відставку з Повітряних сил у 1978 році Паркінсон провів один рік на посаді професора машинобудування в Університеті штату Колорадо, (Форт-Коллінс). Невдовзі після цього він обійняв посаду віце-президента Групи космічних систем компанії Rockwell International (пізніше поглиненої компанією Boeing), де займався стратегічним плануванням та розробкою передових і секретних космічних систем. З 1980 по 1984 рік він був віце-президентом і генеральним менеджером бостонської компанії-розробника програмного забезпечення Intermetrics, яка відповідала за створення мови програмування HAL/S, що використовувалась у програмі «Спейс Шаттл» (НАСА). Він брав активну участь у первинному публічному розміщенні акцій компанії у 1982 році. У 1984 році він покинув Intermetrics, щоб прийняти призначення професором-дослідником у Стенфордському університеті. Невдовзі після цього він став штатним професором і обійняв кафедру аеронавтики та астронавтики імені Едварда К. Веллса в Стенфордському університеті. Він викладав астродинаміку, теорію керування та розробив спеціальний курс під назвою «Управління інноваціями».
У 1999 році він взяв річну відпустку щоб обійняти посаду генерального директора компанії Trimble Navigation, що базується в місті Саннівейл (Каліфорнія), та є виробником передових систем позиціонування. Потім він повернувся на свою посаду викладача в Стенфорді. У 2001 році він ненадовго вийшов у відставку зі Стенфорда та отримав звання почесного професора, але його одразу ж відкликали і він продовжив працювати
Він також був науковим співкерівним і керівником програми проекту NASA/Стенфордського університету Gravity Probe B, в рамках якого перевірявся гравітомагнетизм і це було перше в історії пряме механічне випробування загальної теорії відносності Альберта Ейнштейна. Використовуючи орбітальні гіроскопи, розташовані на супутнику Землі, вони виміряли геодезичний ефект та ефект перетягування інерційної системи відліку. За спонсорства НАСА супутник GP-B було успішно запущено з авіабази Ванденберг 20 квітня 2004 року. Хоча фаза космічного польоту завершилася у 2005 році, результати були оголошені та опубліковані з 2007 року до 2015 року. Аналітична група зі Стенфорда та NASA оголосили 4 травня 2011 року, що дані GP-B дійсно підтверджують два передбачення загальної теорії відносності Альберта Ейнштейна
Він був членом багатьох корпоративних та урядових рад, а нещодавно пішов з посади голови Консультативної ради Лабораторії реактивного руху після тринадцяти років роботи на цій посаді, що значно перевищує звичайний дворічний термін. Він залишається (станом на лютий 2025) співголовою Консультативної ради Національного виконавчого комітету з космічного позиціонування, навігації та синхронізації.

## Значення винаходу

### Історичні передумови
Починаючи з епохального запуску Супутника-1 у 1957 році, першого штучного супутника, представники авіаційної та військової сфер усвідомили, що супутникове позиціонування технічно можливе і реальне ВМС США експериментували з цією технологією в 1960 році, запустивши супутники позиціонування Transit, які в основному використовувалися для навігації підводних човнів, зокрема для ініціалізації бортових балістичних ракет. Однак Transit забезпечував лише двовимірні, періодичні координати кожні кілька годин з точністю приблизно від однієї десятої до чверті милі. Додаткові супутникові навігаційні системи були запропоновані або запущені протягом 1960-х років, зокрема Корпорацією ВПС США/Аерокосмічної корпорації, Лабораторією прикладної фізики Джонса Гопкінса та Військово-морською дослідницькою лабораторією. Але через секретність та конкуренцію за бюджети таких військових починань співпраця була мінімальною. Крім того, їхня колективна обіцянка точності не викликала довіри у чиновників Пентагону, і вони публічно висловили свій скептицизм щодо всієї цієї передумови. Вони не вірили, що користь виправдає вартість. Паркінсон зустрів надзвичайний опір, але використані дрібномасштабні прототипи продемонстрували те, що згодом стане GPS..

### Впровадження та вплив
З настанням інформаційної ери та появи супутніх мобільних технологій, Глобальна система позиціонування стала повсюдною та незамінною і навіт критично важливою технологією для багатьох секторів. Наприклад, сучасні мобільні телефони містять GPS-приймачі, і при використанні разом з ГІС, такою як Карти Google, забезпечується можливість отримувати точні вказівки в режимі реального часу, що можуть використовуватися як пішоходами, так і цивільним транспортом. Дійсно, завдяки GPS, літаки тепер здатні приземлятися на автопілоті, і робити це з більшою точністю та безпекою, ніж пілоти-люди. Окрім військового та стандартного цивільного призначення, сейсмологи тестують GPS для використання у виявленні та вимірюванні землетрусів. Системи синхронізації — атомні годинники, що стали популярними завдяки GPS, є життєво важливими для функціональності незліченної кількості інтернет- послуг, включаючи банківські та фондові ринки
У 1983 році президент Рейган заявив, що GPS буде гарантовано доступним для всього світу у відповідь на збиття Радянським Союзом корейського авіалайнера
Нещодавнє дослідження, проведене урядом США, оцінило щорічну вигоду від GPS у 37–74 мільярди доларів, не враховуючи багатьох застосувань, таких як порятунок життів, які важко виміряти.

### Нагороди та почесті
Паркінсон отримав численні нагороди та відзнаки від приватних організацій, військових та урядових органів, значною мірою за свою роботу над GPS.
Бредфорд Паркінсон є почесним членом Королівського інституту навігації та Американського інституту аеронавтики і астронавтики (AIAA). Він також став членом Американського астронавтичного товариства (AAS) та Американського інституту навігації, а також був обраний до Національної інженерної академії у 1990 році та до Міжнародної академії астронавтики (IAA).
NASA нагородило його «Медаллю за державну службу» у 1994 році та медаллю «За видатну державну службу» у 2001 році. У 2003-му його разом з Айваном Геттінгом було відзначено премією Дрейпера. У 2004 Б. Паркінсона було уведено до Національної зали слави винахідників США. У 2016 році він отримав премію Марконі. У 2018-му його було відзначено Медаллю пошани IEEE найвищу нагороду IEEE, до того він отримував нагороди Р. Кершнера, Піонерську, М. Баррі Карлтона та Саймона Рамо у 1986, 1994, 1998 та 2002 роках відповідно.
Британський Інститут навігації відзначив Паркінсона у 1983 році своєю Золотою медаллю і американський Інститут навігації удостоїв його нагородами Терлоу, Берка і Кеплера у 1986, 1987 і 1991 роках відповідно.
У 2009 році він був відзначений нагородою Командування космічних операцій «Піонери космічної та ракетної діяльності ВПС» .
Астероїд 10041 Паркінсон, відкритий Керолін і Юджином Шумейкерами з Паломарської обсерваторії у 1985, отримав назву на честь Бредфорда Паркінсона
Окрім згаданих за бойовий досвід, його військові нагороди також включають Легіон Заслуг та Медаль за видатні досягнення в обороні. У 2011 році він був обраний «Видатним випускником» Військово-морської академії США, а у 2012 році — «Інженерним героєм» Стенфорда.

## Особисте життя
Він одружений з Вірджинією Паркінсон, з якою має сина Джареда. У попередньому шлюбі з Джилліан Горнер у нього ще 5 дітей: Леслі, Бредфорд II, Ерік, Іен та Брюс. У нього шість онуків та один правнук. Він мешкає в Сан-Луїс-Обіспо (Каліфорнія).

## Патенти
- U.S. Patent 5,572,218, "System and method for generating precise position determinations"
- U.S. Patent 5,726,659, “Multipath calibration in GPS pseudorange measurements”
- U.S. Patent 6,434,462, “GPS control of a tractor-towed implement"
- U.S. Patent 6,732,024, “Method and apparatus for vehicle control, navigation and positioning"
- U.S. Patent 6,052,647, “Method and system for automatic control of vehicles based on carrier phase differential GPS"
- U.S. Patent 6,373,432, "System using leo satellites for centimeter-level navigation"
- U.S. Patent RE37,256, "System and method for generating precise position determinations"